# Dolichoderus cogitans
Dolichoderus cogitans é uma espécie de formiga do gênero Dolichoderus.